# Кадыркаев, Рашид Абдулхатович
Раши́д Абдулха́тович Кадырка́ев (род. 18 ноября 1963 года в Ташкенте, Узбекская ССР, СССР) — советский фигурист выступавший в парном катании. Наибольших успехов достиг в паре с Еленой Квитченко, с которой они были бронзовыми призёрами чемпионата СССР и участниками чемпионата Европы и чемпионата мира 1989 года в парном катании. В юниорах, в паре с Мариной Никитюк дважды становился призёром чемпионатов мира среди юниоров (серебро в 1980-м году и бронза в 1981-м). Мастер спорта СССР международного класса.

## Карьера
Первого успеха на международном уровне Рашид Кадыркаев достиг в паре с Мариной Никитюк. Они тренировались у Валерия Тюкова в Перми. Никитюк/Кадыркаев выигрывали серебряную медаль чемпионата мира среди юниоров 1980 года и были бронзовыми призёрами юниорского чемпионата 1981 года.
В 1982 году тренер Станислав Жук разбил их пару, чтобы поставить Рашида с Мариной Черкасовой. Однако, это партнерство не удалось, и Кадыркаев переехал в Ленинград, чтобы встать в пару с Еленой Квитченко.
Квитченко и Кадыркаев тренировались у Игоря Москвина. Они выиграли зимнюю Универсиаду 1987 года, трижды становились бронзовыми призёрами чемпионатов СССР, участвовали в чемпионате Европы и мира 1989 года. Москвин ставил в программу исключительно оригинальные элементы и их комбинации, напр. выброс тройной сальхов и на выезде - прыжок двойной аксель, впервые в одной программе два тройных прыжка тулуп и сальхов, оригинальная реверс-поддержка с вращением в другую сторону, но особенно уникальной была комбинация поддержки и сразу на выходе из неё - тодес. Однако острейшая конкуренция на соревнованиях внутри страны позволила пробиться в сборную СССР только в одном сезоне - 1988/89.
В 1989 году пара перешла в профессионалы и гастролировала с шоу «Ice Capades».
В настоящее время Кадыркаев живёт и работает тренером в США. Среди его нынешних и бывших учеников израильтянка Тамар Кац и словак Игорь Маципура .

## Спортивные достижения
(с Е.Квитченко)
| Соревнования                     | 1986—1987 | 1987—1988 | 1988—1989 |
| -------------------------------- | --------- | --------- | --------- |
| Чемпионаты мира                  |           |           | 6         |
| Чемпионаты Европы                |           |           | 4         |
| Чемпионаты СССР                  | 3         | 3         | 3         |
| Skate Canada International       | 4         | 2         |           |
| Приз газеты «Московский новости» | 1         |           |           |
| Зимние Универсиады               | 1         |           |           |

(С М.Никитюк)
| Соревнования                  | 1979—1980 | 1980—1981 | 1981—1982 |
| ----------------------------- | --------- | --------- | --------- |
| Чемпионаты мира среди юниоров | 2         | 3         | 4         |